# Con de Lange
Con de Wet de Lange (Belville, Sudáfrica, 11 de febrero de 1981-18 de abril de 2019) fue un jugador de cricket que representó a Escocia. Era bateador, nacido en Sudáfrica, De Lange hizo su debut de primera clase para Boland en marzo de 1998 contra los Sri Lanka de gira. Jugó para Northamptonshire County Cricket Club en las temporadas 2012 y 2013.

## Carrera internacional
Jugó para Escocia en la Copa Intercontinental ICC 2015-17 contra Afganistán en junio de 2015.
Hizo su debut en Twenty20 International (T20I) para Escocia contra Irlanda el 19 de junio de 2015, aunque no fue posible jugar debido a la lluvia. Hizo su debut en One Day International (ODI) para Escocia contra Afganistán el 4 de julio de 2016.
En una carrera que duró trece ODI y ocho T20Is, de Lange fue el vice-capitán del equipo para el torneo Desert T20 Challenge que se jugó en los Emiratos Árabes Unidos en enero de 2017. Su momento más famoso para Escocia fue contra Zimbabue en junio de 2017, cuando su partida de cinco ventanillas para 60 ayudó a su equipo a causar un famoso malestar, su primera victoria contra un miembro de pleno derecho de la CPI.

## Enfermedad y muerte
Poco después de la victoria contra Zimbabue, De Lange comenzó a perder partidos en los campeonatos de la World Cricket League (WCL) en Dubái. Inicialmente, se dijo que el motivo de su ausencia era "dolores de cabeza de migraña severos". Al regresar a Escocia para otras pruebas, se supo que el diagnóstico era mucho más grave. De Lange jugó su último partido internacional para Escocia, un ODI contra Papúa Nueva Guinea, el 25 de noviembre de 2017. 
Los resultados de las pruebas no se publicaron inicialmente y fue solo durante los clasificatorios para la Copa Mundial 2019 en Zimbabue, jugados en octubre de 2018, que Cricket Escocia envió un comunicado de prensa en el que afirmaba que De Lange, de 37 años de edad, había estado luchando contra un  tumor cerebral. Los últimos diez meses, después del diagnóstico, De Lange se sometió a una serie de tratamientos que incluyeron una operación y luego una dosis de quimioterapia y radioterapia.
Junto con su esposa Claire y sus hijos, De Lange organizó un llamamiento para recaudar fondos llamado 'Brain Tumor Charity' en memoria de un amigo cercano que murió a causa de la enfermedad. Como parte de la iniciativa, los De Lange organizaron caminatas para recaudar donaciones para la enfermedad.    